# Perry (Texas)
Perry is een gemeentevrij gebied in de staat Texas in de Verenigde Staten. De plaats telde in 2000 76 inwoners en heeft een oppervlakte van 232 km².
Perry is vernoemd naar Albert G. Perry, een van de ondertekenaars van de onafhankelijkheidsverklaring van Texas.